# Code Lyoko
Code Lyoko (conocida como Código Lyoko en España) es una serie animada francesa creada por Thomas Romain y Tania Palumbo en 2003, producida por MoonScoop en asociación con France 3 y Canal J. La serie utiliza la animación convencional para representar el mundo real y animación generada por ordenador en un mundo virtual tridimensional llamado Lyoko.

## Sinopsis
En la academia Kadic de Boulogne-Billancourt (Francia), un alumno superdotado, Jeremie Belpois, busca materiales para construir unos robots. Para conseguirlos, se va hacia una fábrica abandonada (basada en la antigua fábrica de la isla Seguin sobre el río Sena, donde se fundó la empresa automovilística Renault) cerca de la academia, donde encuentra un superordenador cuántico que pone en marcha. 
Al encenderlo, descubre un mundo virtual llamado Lyoko. Dividido en cuatro sectores (hielo, desierto, bosque y montañas), en él viven un malvado virus informático llamado XANA y Aelita, una chica de su edad que se encuentra “virtualizada”. Jeremie les cuenta lo que ha descubierto a sus amigos: Ulrich Stern, Odd Della Robbia y Yumi Ishiyama, alumnos de la academia, que lucharán contra XANA.
La serie consiste en que el grupo de amigos ayudan a Aelita a sobrevivir combatiendo contra XANA. Para ello, se “virtualizan” por medio de los escáneres presentes en la fábrica que los transportan al mundo virtual. XANA controla el superordenador y ataca al mundo virtual de Lyoko, creado por Franz Hopper (cuya verdadera identidad es Waldo Schaeffer, antiguo profesor de ciencias y padre de Aelita), para conseguir la dominación del mundo. Ataca al mundo activando torres, generalmente de una en una, que actúan como acoplamientos al mundo real. 
Los cuatro amigos tienen que virtualizarse usando los escáneres de la fábrica para ayudar a Aelita a encontrar la torre activada. Mientras que Jeremie se encarga de detectar los diferentes monstruos que les hacen la vida imposible, guiarles por el buen camino y ayudarles en todo lo que puede desde la fábrica, los otros luchan contra los monstruos de XANA. Para desactivar la torre, Aelita tiene que entrar en ella y teclear el Código Lyoko, con lo que detiene a XANA y su ataque contra el mundo real. 
Después de conseguirlo, el superordenador ejecuta la “vuelta al pasado” si el ataque de XANA es de gran importancia, con lo que se regresa en el tiempo a antes del ataque y sólo los protagonistas recuerdan lo ocurrido.
En la segunda temporada aparece un quinto sector, que contiene el núcleo de Lyoko y toda la información de XANA, a la que solo Aelita puede acceder. 
Al final de la tercera temporada, William Dunbar queda atrapado y es poseído por XANA. Por su culpa pierden Lyoko, pero en la cuarta temporada Jeremie y Aelita lo recuperan con la ayuda de Franz Hopper. Jeremie y los demás construyen una nave virtual, el Skidbladnir, para que los guerreros de Lyoko viajen por el Mar digital (la red de Internet) y busquen cómo salvar a William de XANA. Además, encuentran Replikas, copias de los sectores de Lyoko.

## Garage Kids
Este piloto de cinco minutos de Code Lyoko, titulado Garage Kids, fue publicado en 2001 por Antefilms. Aunque similar en concepto, difiere en su ejecución, tales como la posesión de los poderes de los protagonistas en el mundo real, y Aelita no aparece. Tampoco están los vehículos. En Garage Kids, Lyoko se llama “Xanadu”; solo hay un sector y el único personaje al que se ve virtualizado es Ulrich Stern.

## Temporadas[1]

### Preludio
Es un episodio llamado “El despertar de XANA” dividido en dos partes. Es un extra de la tercera temporada, aunque los hechos que describe suceden antes del primer episodio de la primera temporada (de ahí su nombre). 
En estos dos episodios se ve cómo se conocen los personajes. Primero, Jeremie fue a buscar material a la fábrica abandonada para terminar su robot miniatura y encontró el laboratorio. Se ve como si ya hubiese pasado todo, ya que Jeremie lo está escribiendo todo en su diario. Al principio, Jeremie llamó a Aelita “Maya”, puesto que no sabía su nombre real, pero cuando ella entra para desactivar la torre encuentra escrito su nombre real, que había olvidado por culpa de XANA. 
Se introduce a Yumi como la nueva. Conoce a Ulrich en clase de lucha y le gana, por lo que él se enfada y se va sin despedirse. Sissi es parte del equipo, pero al tener miedo de ir a Lyoko y no escanearse, no se vuelve inmune a las vueltas al pasado, por lo que los demás la eliminan del grupo por no ser de fiar.

### Primera temporada
La primera temporada de la serie tiene poco desarrollo, haciéndose las verdaderas revelaciones en los últimos episodios de la misma. El resto de los episodios son “de relleno”, ya que en cada uno de ellos el grupo de amigos descubre un intento de ataque de XANA, luchan contra él, lo detienen y regresan en el tiempo.
Como complemento para evitar la monotonía de la saga, se incluyen relaciones entre los protagonistas y otros estudiantes y profesores de la escuela, con sus padres, familias, etc. Durante todo esto, Jeremie trabaja en un programa para “materializar” a Aelita (transportarla desde el mundo virtual hasta el mundo real) y así poder apagar el superordenador para olvidarse de XANA. Al final de la temporada, Jeremie logra su objetivo, pero XANA infecta a Aelita con un virus para que siga unida a Lyoko y no puedan apagar el superordenador.

### Segunda temporada
La segunda temporada, en contraste con la primera, es más enfocada. La animación es más realista y detallada y la personalidad de algunos personajes cambian. Esto fue debido a que MoonScoop pasó a producir la serie en vez de Antefilms.
Al comienzo de la temporada, Aelita vive en la Tierra y llega a Kadic bajo el nombre de Aelita Stones, presentándose como una supuesta prima de Odd que procedía de Canadá (aunque en un principio Yumi dijo que se llamaba Aelita “Lyoko” y Odd dijo que era de Holanda).
Aparece William Dunbar, un chico nuevo que llega a la escuela y al que le gusta Yumi, lo que provoca rivalidad con Ulrich.
Aelita comienza a tener visiones de una vida que supuestamente no vivió nunca. El grupo descubre a un tal Franz Hopper que podría tener relación con Lyoko. Además, descubren un quinto sector de Lyoko, donde vive XANA, y por el cual pueden llegar hasta sus datos y destruirle, y una especie de segunda identidad que más tarde se revela como Franz Hopper atrapado en Lyoko.
Mientras tanto, XANA crea un nuevo monstruo, la scyphozoa, para que le robe la memoria a Aelita. Aparte de la scyphozoa, XANA crea otros monstruos a los que Odd llama “mantarrayas”, “gusanos” y “tarántulas”. 
En el penúltimo episodio se revela que Aelita es hija de Franz Hopper, el creador de Lyoko y de XANA. Además, Jeremie descubre que XANA no infectó a Aelita con ningún virus, sino que le quitó una parte de su memoria sobre su vida en la Tierra.
En el último episodio (La llave), al ir a recuperarlo al sector 5, Ulrich, Yumi y Odd son desvirtualizados. La scyphozoa ataca a Aelita y le quita la llave de Lyoko: XANA escapa del superordenador y hace que Aelita muera, pero su padre (Franz Hopper) le devuelve la vida al darle el fragmento perdido que eran sus recuerdos perdidos sobre la vida que llevaba en la Tierra.

### Tercera temporada
XANA posee a Aelita y le ordena que borre todos los sectores uno por uno, menos el quinto, donde habita. A pesar de que el grupo de amigos trata de impedirlo, XANA tiene éxito en su operación. Sin embargo, después de todo, Jeremie frustra los planes de la entidad maligna encontrando un método para entrar en el sector cinco sin necesidad de hacerlo por medio de otro sector.
Dado que XANA ahora es más poderoso que antes, William Dunbar se une al equipo, lo que resulta ser un grave error, ya que la scyphozoa logra poseerlo y XANA consigue inutilizar el superordenador y, supuestamente, también destruye Lyoko. William se transforma en una versión maligna de sí mismo controlada por XANA.
En esta temporada Aelita ya es libre, por lo que sin Lyoko puede permanecer viva de todos modos. Sin embargo, XANA, por desgracia, también lo es. El grupo no apaga el superordenador para poder seguir luchando contra XANA y porque la destrucción del mundo virtual obstruiría las posibilidades de poder conocer a Franz Hopper. Jeremie, afortunadamente, recibe un mensaje cifrado suyo a través de Internet, por lo que no todo está perdido.

### Cuarta temporada
En la cuarta temporada, se revela que Lyoko no quedó completamente destruido. Jeremie y Aelita restauran primero el quinto sector y después los demás. Además, Jeremie cambia los avatares virtuales de los guerreros de Lyoko y mejora sus armas. Jeremie y Aelita crean una nave virtual, el Skidbladnir (Skid), para que los guerreros de Lyoko puedan viajar por el Mar digital. 
El grupo se encuentra con una serie de “Replikas”, esferas parecidas a Lyoko, con un solo sector igual al de Lyoko. Cada una de ellas están controladas por otro superordenador, a su vez controlado por XANA. Jeremie crea una forma de materializar a sus amigos en el sitio de la Tierra de estos superordenadores con sus capacidades de Lyoko intactas. XANA planea conquistar el mundo con un gran ejército de androides en Siberia.
Mientras tanto, continúan luchando contra William (poseído por XANA), hasta que en el episodio 93 (Vuelta a la Tierra) finalmente logran que vuelva a la normalidad a la Tierra (después de eso ya no es admitido para regresar a Lyoko, a menos que sea totalmente necesario). El Skid es destruido por un nuevo monstruo enorme creado con la energía de las Replikas: el Coloso. 
Franz Hopper es destruido segundos antes de que Aelita pudiera acabar con XANA. La temporada acaba cuando cada uno de los protagonistas habla sobre sus mejores recuerdos antes de desactivar el superordenador. En esta temporada se descubre que Aelita se apellida Schaeffer, porque Franz Hopper se llamaba en realidad Waldo Franz Schaeffer. El padre de Aelita se puso el seudónimo de “Franz Hopper” para evitar que la policía lo capturase (“Hopper” viene del apellido de la madre de Aelita, Anthea Hopper).

### Code Lyoko: Plus
Code Lyoko: Plus o también Los archivos de Jeremie es un añadido creado por Clan TVE, donde Jeremie Belpois explica los personajes y monstruos de XANA que salen en la serie, y también hay videoclips.
Dividido en 12 episodios:
| #  | Parte 1                            | Parte 2                          | Parte 3         |
| -- | ---------------------------------- | -------------------------------- | --------------- |
| 1  | Nicolas Poliakoff                  | Jeremie Belpois                  | El Coloso       |
| 2  | Odd en el instituto                | El misterioso pasado de Jim      | Los bloques     |
| 3  | La vuelta al pasado                | Aelita en la Tierra              | El Mar digital  |
| 4  | Aelita, medio virtual medio humana | El profesor Jim                  | Las mantarrayas |
| 5  | Jeremie y Aelita                   | Odd Della Robbia, el gato        | Los avispones   |
| 6  | Los ataques de XANA en la Tierra   | Sissi Delmas, la guapa           | Las cucarachas  |
| 7  | Ulrich Stern, el espadachín        | Herb Pichon                      | —               |
| 8  | Waldo Franz Schaeffer              | Franz Hopper, un gran científico | —               |
| 9  | El sr. Delmas, el director         | Yumi Ishiyama, la gimnasta       | —               |
| 10 | Kiwi, de tal dueño tal perro       | Un guerrero de Lyoko diferente   | —               |
| 11 | Un pretendiente para Yumi          | Las tarántulas                   | —               |
| 12 | William Dunbar, el rebelde         | Los cangrejos                    | —               |

### Futura temporada
En una entrevista en el 2023 de Paulo Lizeaga en el programa Tertulia Tistazo, Jérôme Mouscadet (director) y Sophie Decroisette (escritora) afirman estar trabajando en una posible nueva temporada. Según los creadores, es cuestión de conseguir el visto bueno de los dueños de los derechos de la serie.

## Saga de libros
Estos libros son una continuación de la cuarta temporada sin tener en cuenta la continuación oficial de Code Lyoko: Evolution. Como algunos elementos narrados son diferentes a los de la serie (por ejemplo, la vuelta al pasado no existe), algunos consideran que los libros se sitúan en una línea temporal paralela.
La trama se desarrolla tras la desactivación del superordenador; resulta que XANA continúa vivo y los guerreros de Lyoko se proponen encontrar a Anthea Hopper, la madre de Aelita. Sin embargo, se van encontrando con claves que el propio Franz Hopper (Waldo Schaeffer) les ha dejado, con los Hombres de Negro que se involucran tras el proyecto Cartago y con una organización terrorista, el Green Phoenix, que quiere hacerse con el control del superordenador.
Los libros de Code Lyoko están escritos por Pierdomenico Baccalario y son:
1. Code Lyoko: El castillo subterráneo[2]
2. Code Lyoko: La ciudad sin nombre[3]
3. Code Lyoko: El regreso del Fénix[4]
4. Code Lyoko: El ejército de la nada[5]

## Teledifusión
En España, la serie animada ha sido emitida en su totalidad (las cuatro temporadas) por los canales Clan TVE (en abierto), Cartoon Network (de pago) y HBO (premium). Luego fue transmitido por Canal Panda y Boing. Además, la serie animada se ha emitido entera en catalán en los canales TV3, K3 y Super3 de la Televisión de Cataluña, en Andalucía, se emitió los fines de semana en algunas ocasiones en Canal Sur y en euskera en la ETB. Los primeros 52 episodios han sido doblados al gallego para TVG. Los primeros 26 episodios han sido emitidos en valenciano para Canal Nou.
El 1 de octubre de 2020, Netflix agregó la serie completa en su catálogo para España en cuatro idiomas: inglés, castellano, italiano y francés (su versión original), con subtítulos en los mismos idiomas.
En Latinoamérica, Code Lyoko se emitió en sus primeras tres temporadas por el canal Jetix en español y portugués (este último para Brasil). La serie se estrenó el 1 de agosto de 2004, el mismo día en el que Jetix comenzó sus emisiones en la región en reemplazo de Fox Kids. Las dos primeras temporadas se emitieron enteras en horarios estables. A partir de la tercera temporada, Jetix pasó a emitir la serie en horarios dispares (2:00 a.m. para las señales de Argentina y Colombia y 7:00 a.m. para la señal de México), lo que provocó una fuerte bajada en la audiencia de la serie. La cuarta temporada solamente se emitió en la señal del canal para México a las 5:00 p.m. y de forma parcial, en sus primeros 10 episodios. La serie salió del aire el 27 de julio de 2007 en las señales de Argentina y Colombia, mientras que en la señal para México Code Lyoko permaneció en el aire hasta el 25 de octubre de 2008 sin haber terminado de emitir la cuarta temporada.
TV5 Monde emitió la serie de 2008 a 2009 para Latinoamérica en su bloque infantil, en francés sin subtítulos. Además, se emitió por televisión abierta en Chile por TVN, en México por Cadenatres y en Bolivia por Bolivisión.
A finales del 2016, la empresa ahora propietaria de la serie y encargada de su distribución, MediaToon Distribution, subió 26 de los 30 episodios que conforman de la cuarta temporada en un canal de YouTube denominado «CODIGO LYOKO ESPAÑOL LATINO - CANAL OFICIAL». Sin embargo, se perdieron los cuatro episodios restantes.
El 29 de abril del 2024, el canal de televisión mexicano Once Niñas y Niños empezó a emitir Code Lyoko con su doblaje original latinoamericano. Se emitieron las dos primeras temporadas entre abril y septiembre con algunas cuantas repeticiones de estas últimas. Entre el 23 de septiembre y el 22 de noviembre, el canal transmitió las temporadas 3 y 4, esta última siendo transmitida en su totalidad por primera vez en un país de América Latina. Sin embargo, fue necesario hacer un redoblaje de varios episodios que estaban dañados, perdidos, o con el audio original en mal estado. En especifico se redoblaron los episodios 40 y 45 de la temporada 2, el episodio 54 de la temporada 3, los episodios 74, 75, 82 y 91 de la temporada 4 y especial «El Despertar de XANA». A partir del 25 de noviembre de 2024, Once Niñas y Niños ha vuelto a repetir la serie desde la temporada 1.

## Doblajes
Estos son los actores de doblaje de algunos personajes:
| Personaje                | Reparto en francés    | Doblaje en inglés  | Doblaje en español de España | Doblaje en español de Latinoamérica                                                                          |
| ------------------------ | --------------------- | ------------------ | ---------------------------- | --- |
| Jeremie Belpois          | Raphaëlle Bruneau     | Sharon Mann        | Juan Antonio Soler           | Claudio Velásquez (1.ª y 2.ª temporada) Alan Prieto (3.ª y 4.ª temporada)                                    |
| Aelita                   | Sophie Landresse      | Sharon Mann        | Olga Velasco                 | Xóchitl Ugarte                                                                                               |
| Odd Della Robbia         | Raphaëlle Bruneau     | Matthew Géczy      | Jesús Alberto Pinillos       | Gabriel Ortiz                                                                                                |
| Yumi Ishiyama            | Géraldine Frippiat    | Mirabelle Kirkland | Adelaida López               | Liliana Barba                                                                                                |
| Ulrich Stern             | Marie-Line Landerwijn | Barbara Scaff      | Adolfo Moreno                | Noé Velázquez                                                                                                |
| William Dunbar           | Mathieu Moreau        | David Gasman       | Pablo Sevilla                | Alexei Mayén                                                                                                 |
| Elisabeth “Sissi” Delmas | Carole Baillien       | Jodi Forrest       | Cristina Yuste               | Gaby Ugarte (1.ª y 2.ª temporada) Adriana Núñez (3.ª y 4.ª temporada)                                        |
| Jim Morales              | Frédéric Meaux        | David Gasman       | Cholo Moratalla              | Luis Alfonso Padilla (1.ª y 2.ª temporada) Alejandro Mayén (episodio 43) Jorge Ornelas (3.ª y 4.ª temporada) |
| Jean-Pierre Delmas       | Bruno Mullenaerts     | Allan Wenger       | Fernando Hernández           | Alejandro Mayén                                                                                              |
| Nicolas Poliakoff        | Carole Baillien       | Matthew Géczy      | Iván Jara                    | César Garduza                                                                                                |
| Herb Pichon              | Bruno Mullenaerts     | David Gasman       | Javier Balas                 | Gerardo García                                                                                               |
| Milly Solovieff          | Nathalie Stas         | Mirabelle Kirkland | Beatriz Berciano             | Gaby Beltrán (episodio 1) Adriana Casas                                                                      |
| Tamiya Diop              | Julie Basecqz         | Barbara Scaff      | Mar Bordallo                 | Nallely Solís Diana Pérez (algunos eps.)                                                                     |
| Franz Hopper             | Arnaud Léonard        | Paul Bandey        | Antonio Cancelas             | Víctor Delgado                                                                                               |

- Dirección de doblaje (Latinoamérica): Alejandro Mayén
- Estudio de doblaje (Latinoamérica): Candiani Dubbing Studios
- Tema de apertura: “A World Without Danger” adaptado en Latinoamérica como “El Mundo es Nuestro” e interpretado por Israel Magaña
- Tema de apertura: “A World Without Danger” adaptado en España como “Un Mundo sin Peligro” e interpretado por Miguel Antelo. Esta versión fue grabada en 2011 por Clan TVE, pero no se utilizó en la serie.

## Code Lyoko: Evolution
Code Lyoko: Evolution es un spin-off en live-action de la serie animada; el cuál se le considera como una quinta temporada, ya que acontece un año después de la destrucción de Xana (episodio 94). Se estrenó el 19 de diciembre del 2012 en Francia. La temporada consta de 26 episodios. Su doblaje oficial al español latino se estrenó el 29 de abril del 2025 por el Canal Once de México.
Estos son los actores live-action que interpretaron a los personajes en Code Lyoko: Evolution.
| Personaje                            | Actor/Actriz        |
| ------------------------------------ | ------------------- |
| Jeremie Belpois                      | Marin Lafitte       |
| Aelita Schaeffer                     | Léonie Berthonnaud  |
| Ulrich Stern                         | Quentin Merabet     |
| Yumi Ishiyama                        | Mélanie Tran        |
| Odd Della Robbia                     | Gulliver Bevernaege |
| William Dunbar                       | Diego Mestanza      |
| Laura Gauthier                       | Pauline Serieys     |
| Jim Morales                          | Bastien Thelliez    |
| Jean-Pierre Delmas                   | Eric Soubelet       |
| Suzanne Hertz                        | Sophie Fougère      |
| Elisabeth "Sissi" Delmas             | Clemency Haynes     |
| Franz Hopper / Waldo Franz Schaeffer | Hugues Massignat    |
| Anthea Hopper                        | Sandrine Rigaux     |
| Profesor Tyron                       | Franck Beckmann     |
| Samantha Suárez                      | Louise Vallat       |